# 아케코시촌
아케코시촌(明越村)은 아이치현 니시카모군에 설치되었던 촌이다. 현재의 미요시시에 해당한다.